# Der Baader Meinhof Komplex
Der Baader Meinhof Komplex é um livro publicado em 1985, escrito pelo jornalista e biógrafo alemão Stefan Aust, ex-editor-chefe do semanário Der Spiegel.
O livro conta em estilo jornalístico a história do grupo de extrema-esquerda Fração do Exército Vermelho, também conhecido como Grupo Baader-Meinhof, e cobre o período que vai das raízes de sua formação, durante os movimentos estudantis na Alemanha em 1967/68, até a morte na prisão de seus principais líderes, em outubro de 1977, ao fim do chamado Outono Alemão, um período marcado por sequestros e assassinatos levados a cabo por integrantes do grupo na tentativa de libertá-los.
O livro de Aust - um jornalista que chegou a trabalhar com Ulrike Meinhof em publicações independentes de esquerda no início de carreira e participar de alguns fatos ligados à RAF - é considerado a primeira descrição e documentação detalhada da RAF e obra de referência sobre o grupo terrorista.
Em 2008, o livro serviu de base para o filme O Grupo Baader-Meinhof, dirigido por Uli Edel.